# The Colonel's Orderly
The Colonel's Orderly è un cortometraggio muto del 1914 diretto da Jay Hunt.

## Produzione
Il film fu prodotto dalla Domino Film Company.

## Distribuzione
Distribuito dalla Mutual Film, il film - un cortometraggio in due bobine - uscì nelle sale cinematografiche degli Stati Uniti il 9 aprile 1914.